# Гарр, Тери
Терри Энн «Тери» Гарр (англ. Terry Ann «Teri» Garr; 11 декабря 1944, Лейквуд, Огайо, США — 29 октября 2024, Лос-Анджелес) — американская актриса и певица. Номинантка на премии «Оскар» и BAFTA в категории «Лучшая женская роль второго плана» в комедии «Тутси» с Дастином Хоффманом в главной роли.

## Биография
Терри Гарр родилась в 1944 году в Огайо в семье артиста водевиля Эдди Гарра и танцовщицы Филлис Линд. После окончания средней школы в Северном Голливуде в 1962 году она некоторое время обучалась в Университете штата Калифорния в Нортридже. Год спустя состоялся её кинодебют, а вскоре она познакомилась с хореографом и продюсером Дэвидом Уинтерсом, сыгравшим большую роль в становлении её карьеры. Уинтерс стал для Гарр другом, учителем и наставником, пригласив её в ряд своих ранних фильмов и постановок, среди которых «Вечеринка для взрослых» и «Да здравствует Лас-Вегас!» (оба 1964).
Последующие годы десятилетия актриса появилась в эпизодических ролях в ряде телесериалов и кинокартин, например, в 1968 году в сериале «Звёздный путь: Оригинальный сериал» в серии «Цель: Земля» (2-й сезон, 26-я серия). А свою первую заметную роль исполнила в 1974 году в драме Фрэнсиса Форда Копполы «Разговор». Далее последовали новые роли в фильмах «Молодой Франкенштейн» (1974), «Вон Тон Тон — собака, которая спасла Голливуд» (1976), «Близкие контакты третьей степени» (1977), «От всего сердца» (1982), «Мистер мама» (1983), «После работы» (1986), «Высокая мода» (1994) и «Тупой и ещё тупее» (1994).
В 1982 году Тери Гарр стала номинанткой на премию «Оскар» за роль второго плана в комедии «Тутси» с Дастином Хоффманом в главной роли. Актриса была частой гостьей в различных телевизионных проектах, среди которых шоу «Час комедии с Сонни и Шер», «Субботним вечером в прямом эфире» и «Шоу Боба Ньюхарта», а также телесериалы «МЭШ», «МакКлауд», «Скорая помощь» и «Друзья», где актриса исполнила роль матери Фиби Буффе.
С 1993 по 1996 год Тери Гарр была замужем за строительным подрядчиком Джоном О’Нилом (John O'Neill). В 1993 году удочерила дочь Молли.
В 2002 году Терри Гарр публично подтвердила, что многие годы боролась с рассеянным склерозом. В декабре 2006 года у актрисы случился приступ аневризмы сосудов головного мозга. После курса терапии Гарр удалось восстановить речь и двигательные навыки.
Умерла в Лос-Анджелесе 29 октября 2024 года в возрасте 79 лет.